# Pterolophia mispiloides
Pterolophia mispiloides là một loài bọ cánh cứng trong họ Cerambycidae.